# عبدالسلام خنجی
حاجی شیخ عبدالسلام خُنجی ملقب به قطب الأولیاء از سادات هاشمی بوده و نسبش به عبدالله ابن‌عباس بن عبدالمطلب القرشی می‌رسد که در سال ۶۶۱ هجری قمری (۶۵۳ گاهشمار اچمی) در زمان سلطنت سلجوق شاه بن سلغر اتابک فارس در شهر خنج متولد شد.

## تحصیل علم
وی تحصیلات خود را در زادگاه خود خنج و سپس در مکه و مدینه دانشگاه الازهر مصر تعقیب نموده وبا احراز اجتهاد و اخذ طریقت از مشایخ طریقه قادری و نقشبندی و علماء شریعت به خنج مراجعت می‌کند.

## مفتی اعظم
حاج شیخ عبدالسلام به علت زهد و تقوی، مراد مردم فارس و بنادر می‌شود و پیشوای اهل سنت و جماعت و مفتی اعظم لارستان، اوز و خنج وجهانگیریه و عمانات وعربستان می‌گردد. ایشان شهرت جهانی گرفتند و فوج فوج مردم اعم از طلاب و مریدان به درگاه ایشان رو آوردند. مسجد و مدرسه و مهمانسرای بزرگی ساختند ومردم را به تحصیل علوم دینی وادار نموده و در اندک مدتی تلامیذهای زیاد و مشایخ و طلاب و مریدان طریقت دور او جمع شده خوان اطعام بر روی همه باز کرده لقمه نانی که داشته از کسی دریغ نمی‌کرده، صفاوت و سخاوت و دینداری ایشان شهرت جهانی گرفت. ایشان شافعی مذهب بودند. شیخ عبدالسلام با شیخ رکن الدین دانیال که او هم خنجی و از بزرگان طریقت زمان بود معاصر بوده است. می‌گویند در اثر نفوذ کلام وی عده زیادی از پیروان یهودی و زرتشتی لارستان اسلام آوردند، شیخ لباس ساده و تمیز تصوف به تن می‌کرد و عمامه سیاه کوچکی به‌سر می‌گذاشت، از بینوایان دستگیری زیادی می‌نمود غالباً باحال تجرد در خانقاه می‌گذراند در سال دو مرتبه چهل روز از زاویه خود خارج می‌شد.

## دیدار ابن بطوطه با شیخ عبدالسلام
ابن بطوطه مراکشی از علماء معروف حنفی مذهب و تاریخ‌نویس جهانی در سفر خود به سال ۷۳۳ هجری قمری وارد خنج شده شرحی دربارهٔ مقامات و زهد و تقوی و ملاقات با زاویه وقت سخن گفته است. وی از طریق ظفار وعمان به جزیره هرمز آمده و پادشاه آنجا را سلطان قطب‌الدین تهمتن بن تورانشاه که از شهریاران کریم و متواضع بود تعریف کرده و در سفرنامه خود که به سفرنامه ابن بطوطه مشهور است چنین می‌نویسد:

از راه هندوستان به لار آمدم و به همراه ابوزید عبدالرحمن بن ابودلف حنفی در سال ۷۳۳ هجری قمری به خنج وارد شدم. شنیدم که در همان خنج زاویه دیگری هست (منظور از زاویه شیخ عبدالسلام بوده برابر باسال حیات شیخ) که جمعی از صلحاء و عباد در آن به‌سر می‌برند. شب به سراغ آنان رفتم مردی بود بزرگوار که آثار عبادت بر وجناتشان هویدا بود، رنگ‌های زرد و بدن‌های ضعیف و چشمان اشکباری داشتند من که وارد زاویه شدم طعام آوردند او به پیران قوم بانگ زد که پسرم محمد (اشاره به شیخ حاجی محمد پسر شیخ عبدالسلام) را بگوئید تا بیاید، محمد در گوشه‌ای نشسته بود وقتی پیش آمد از ضعف عبادت چنان می‌نمود که گوئی از گور برخاسته سلام کرد و نشست، پیر گفت پسر، با این مهمانان در غذا موافقت کن تا از برکات آنان برخوردار گردی، پسر که روزه دار بود با ما بطعام نشست و افطار کرد، این جمع همه شافعی مذهب بودند، پس از طعام مراسم دعا انجام گرفت و ما به منزل خود مراجعت کردیم.

## کنفرانس علمی روحانی در شیراز
حاجی شیخ عبدالسلام همه ساله بدعوت علماء مسافرتی به شیراز نموده و در مجلس بحث وحل مسائل علوم معقول و منقول آنان شرکت می‌جست ومردم از موعظه و تعلیمات دینی ایشان بهره‌مند می‌شدند.

## تبارنامه
شیخ عبدالسلام فرزند شیخ عباس، شیخ اسماعیل ثانی، حمزه، احمد، محمد، هارون، مهدی، مرشد، محمود، احمد، علی، مبارک، عبدالسلام، سعید، عبدالغنی، طلحه، احمد، اسماعیل، سلیمان، محمد علی، عبدالله (حَبر الأُمَة) ابن عباس بن عبدالمطلب القرشی بن هاشم بن عبد مناف.

## وفات
حاجی شیخ عبدالسلام خنجی جد اعلای مشایخ و خاندان بنی عباسی بستک در سن ۸۵ سالگی در ماه ربیع‌الاول سال ۷۴۶ هجری قمری (چل پسینی ۷۳۵ گاهشمار اچمی) درخنج فوت کرد دارای بقعه و بارگاهی در همان خنج است که هنوز پایدار ومورد زیارت است.
فرزندان شیخ یکی پس از دیگری طریقت او را پیروی نموده ومورد توجه عموم قرار گرفتند.